# Дерастеж
Дерастеж (на френски: décroissance) е термин, който се използва както за политическо, икономическо и социално движение, така и за набор от теории, които критикуват парадигмата на икономическия растеж.  Tой може да бъде описан като обширна рамка, която се основава на критиките на икономическата система, ориентирана към икономически растеж, в която живеем. Дерастежът се основава на идеи от разнообразни мисловни направления като политическа екология, екологична икономика, феминистка политическа екология и екологична справедливост, като посочва социалните и екологичните вреди, причинени от стремежа към безкраен растеж и западните императиви за "развитие". 
Дерастежът набляга на необходимостта от намаляване на глобалното потребление и производство (социален метаболизъм) и се застъпва за социално справедливо и екологично устойчиво общество, в което социалното и екологичното благосъстояние замества БВП като показател за просперитет. Дерастежът предлага преминаване към общество, което функционира и е организирано по различен начин по отношение на взаимодействието си с потока и използването на материалите. Това преструктуриране на системите е с цел умишлено отдалечаване от основната (капиталистическа) икономическа дейност.  Основният аргумент, който дерастежът изтъква, е че безкрайното разширяване на икономиката е в коренно противоречие с ограничените граници на планетата. Дерастежът подчертава значението на автономията, работата с грижа, самоорганизацията, общите блага, общността, отворения локализъм, споделянето на работата, щастието и веселието. 

## Обща информация
Движението за "дерастеж" възниква поради загриженост за последиците от продуктивността и консуматорството, свързани с индустриалните общества (независимо дали са капиталистически или социалистически), включително:
- Намалената наличност на енергийни източници (вж. пик на нефта)
- Влошаването на качеството на околната среда (вж. глобалното затопляне, замърсяването, заплахите за биологичното разнообразие)
- Намаляването на здравето на флората и фауната, от които зависи животът на хората (вж. холоценското измиране)
- Увеличаване на негативните странични ефекти в обществото (вж. неустойчиво развитие, по-лошо здраве, бедност)
- Постоянно разширяващото се използване на ресурси от страните от Първия свят за задоволяване на начина на живот, който консумира повече храна и енергия и произвежда повече отпадъци, за сметка на Третия свят (вж. неоколониализъм)Протест в подкрепа на Дерастеж, Лайпциг, 2014

В академичните среди едно проучване събра предложения за дерастеж и определи движението с три основни цели: 
(1) Намаляване на въздействието на човешката дейност върху околната среда;
(2) Преразпределение на доходите и богатството както в рамките на страните, така и между тях; 
(3) Насърчаване на прехода от материалистично към приятелско общество, основано на участието. 